# Tętno pierwotnej puszczy
Tętno pierwotnej puszczy – pierwszy polski dokumentalny serial przyrodniczy z 1995 roku, według scenariusza i w reżyserii Bożeny i Jana Walencików. W pięciu odcinkach serii autorzy przedstawili unikatowy świat przyrody Puszczy Białowieskiej.

## Odcinki
- Wielki dom
- Niekończący się wyścig
- Olbrzymy i karły
- Nie tylko kły i pazury
- Żywa sieć